# Alma Terzic
Alma Terzic (bosnisch Alma Terzić; * 11. Juli 1987 in Zenica) ist eine bosnisch-türkische Schauspielerin.

## Leben und Karriere
Terzic wurde am 11. Juli 1987 in Zenica geboren. Ihr Debüt gab sie 2008 in dem Film Snow. Danach spielte sie 2010 in Unutma Beni İstanbul. 2011 bekam sie eine Rolle in Kan ve Aşk. Dann bekam sie 2016 eine Rolle in Güllerin Savaşı. Außerdem war sie 2018 in der Fernsehserie Savaşçı zu sehen. Unter anderem trat sie 2019 in der Serie Nöbet auf. 2020 heiratete sie den türkischen Schauspieler Murat Saraçoğlu.

## Filmografie
Filme
- 2008: Snow
- 2008: Mahala
- 2009: Volim te…
- 2010: Unutma Beni İstanbul
- 2011: Kan ve Aşk
- 2013: Öyle Sevdim ki Seni
- 2013: Üç Yol
- 2017: Maus

Serien
- 2011–2012: Mavi Kelebekler
- 2012: Veda
- 2013: Fatih
- 2014: Şeref Meselesi
- 2015: Güllerin Savaşı
- 2016: Muhteşem Yüzyıl: Kösem
- 2018: Savaşçı
- 2019: Nöbet
- 2019–2020: Kuruluş Osman
- 2024: Kurulus Osman